# Sárga szalagot viselt
A Sárga szalagot viselt (eredeti cím: She Wore a Yellow Ribbon) 1949-ben bemutatott, John Ford által rendezett amerikai western.
A film Ford Lovaskatona-trilógiájának középső darabja, melyet az Apacserőd (1948) előzött meg és a Rio Grande (1950) követett. A produkció az 1,6 millió dolláros költségvetésével a maga idejében az egyik legdrágább westernnek számított, de kasszasiker lett, és a mai napig is népszerű klasszikusnak számít.
A filmet a csodás panorámájáról híres Monument Valley-ben forgatták. Az operatőr Winton Hoch érdemeit az Amerikai Filmakadémia Oscar-díjjal honorálta.
A film címéül szolgáló „Sárga szalagot viselt” elnevezés egy máig is használt menetdal az amerikai hadsereg soraiban.

## Cselekmény
|  | Alább a cselekmény részletei következnek! |

1876
Custer halott. 212 elesett katona vérében áznak a hetedik lovasezred szakadt lobogói. A sziúk és a csejennek hadiösvényre léptek. A távírók az Államok minden csücskébe elrepítették a mészárlás hírét. A települések közt járó postakocsi utasai és a farmok lakói mind egy esetleges indián felkeléstől félnek. A Pony Express lovasai tudják, hogy még egy Custeréhez hasonló vereség, és legalább száz évig nem merészkedik ki fehér ember a prérire. A kanadai határ és Rio Bravo között tízezer indián – kajova, komancs, arapahó, sziú és apacs – egyesült Ülő Bika és Őrült Ló vezetése alatt, hogy háborút kezdjen az Egyesült Államok hadserege ellen.
A magányos erődökben, melyek fölött az amerikai zászló lobog, mindig akad egy ember, egy tiszt, aki a végzet pallosát kezébe veszi.
A korosodó Nathan Cutting Brittles százados (John Wayne), aki a Starke Erődben állomásozik, utolsó megbízatásaként azt a feladatot kapja, hogy a csapata élén menjen fegyverszünetet kieszközölni a csejen és arapaho indiánok rezervátumába George Armstrong Custer tábornok vereségét követően. Feladatát nehezíti, hogy ugyanabban az időben kell neki a parancsnok feleségét, Abby Allshardot (Mildred Natwick) és unokahúgát, Oliviát (Joanne Dru) egy biztonságos, keletebbre fekvő vidékre szállítani a fenyegető új indián háború elől.
Brittles két tisztje, Flint Cohill főhadnagy (John Agar) és Ross Pennell alhadnagy (Harry Carey Jr.) Olivia kegyeiért versengenek. A menettel tart még a felderítők vezetője, Tyree őrmester (Ben Johnson), az egykor a konföderáció oldalán harcoló veterán lovaskatona, Quincannon őrmester (Victor McLaglen) és Brittles régi barátja és parancsnoka, Mac Allshard őrnagy (George O’Brien).
Miután a feladat nem bizonyul sikeresnek, Brittles visszatér a Starke erődbe a csapatával, hogy nyugdíjba vonuljon. A két hadnagy viszont folytatja a küldetést, és később Brittles is csatlakozik hozzájuk már civil emberként, a katonaságból leszerelve. Brittles nem akar több emberéletet feleslegesen elvesztegetni, ezért maga indul békét kieszközölni Sétáló Póni főnökhöz. Amikor ez se sikerül, kockázatos taktikát választ, hogy megelőzze az újabb véres háborút, és kihajtja az indiánok lovait a táborukból, arra kényszerítve őket, hogy térjenek vissza a rezervátumukba.
Brittles ismét a sereg kötelékeibe kerül, mint a felderítők vezetője, és Cohill hadnagy eljegyzi Oliviát.

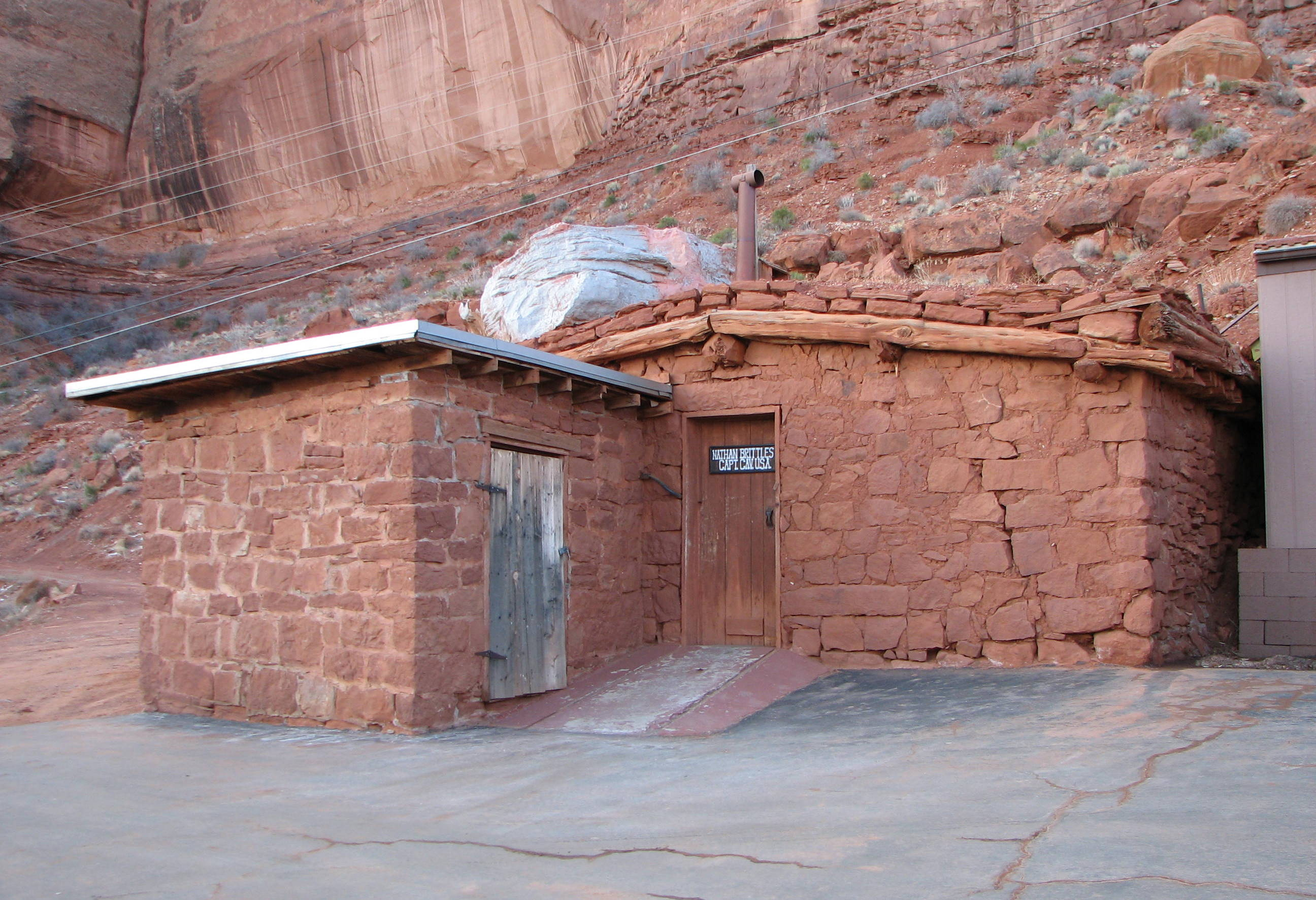
Nathan Brittles filmbeli háza

## Szereposztás
| Színész         | Karakter                         |
| --------------- | -------------------------------- |
| John Wayne      | Nathan Cutting Brittles százados |
| Joanne Dru      | Olivia Dandridge                 |
| John Agar       | Flint Cohill főhadnagy           |
| Ben Johnson     | Tyree őrmester                   |
| Victor McLaglen | Quincannon őrmester              |
| Harry Carey Jr. | Ross Pennell alhadnagy           |
| George O’Brien  | Mac Allshard őrnagy              |
| Mildred Natwick | Abby Allshard                    |
| Tom Tyler       | Mike Quayne tizedes              |
| Noble Johnson   | Vörös Ing főnök                  |
| Arthur Shields  | Dr. O'Laughlin                   |
| Miguel Dugan    | Hochbauer őrmester               |
| John Big Tree   | Sétáló Póni főnök                |
| Fred Graham     | Hench őrmester                   |
| Sky Eagle       | Égi Sas főnök                    |

## Fordítás
- Ez a szócikk részben vagy egészben  a   She_Wore_a_Yellow_Ribbon című angol Wikipédia-szócikk fordításán alapul.  Az eredeti cikk szerkesztőit annak laptörténete sorolja fel. Ez a jelzés csupán a megfogalmazás eredetét és a szerzői jogokat jelzi, nem szolgál a cikkben szereplő információk forrásmegjelöléseként.